# DEM (singolo)
DEM è un singolo del rapper italiano Kid Yugi in collaborazione con Artie 5ive e Tony Boy, pubblicato il 14 ottobre 2022 come quinto estratto dall'album in studio The Globe.

## Video musicale
Il video, reso disponibile il giorno dell'uscita del singolo sul canale YouTube del rapper, è stato diretto da Alessio Mariano, Gabriele Savino e Weapty e prodotto da Carlo Bartolomucci e Jacopo Patron. Un anno e otto mesi dopo l'uscita il video ha raggiunto i 3 milioni di visualizzazioni.

## Tracce
Testi di Francesco Stasi, Ivan Arturo Barioli e Antonio Hueber, musiche di Domenico Pipolo.
1. DEM (feat. Artie 5ive, Tony Boy) – 3:32